# إريك جونسون (لاعب غولف)
إريك جونسون (بالإنجليزية: Eric Johnson)‏ هو لاعب غولف أمريكي، ولد في 11 أكتوبر 1962 في سيسايد في الولايات المتحدة.

## وصلات خارجية
- أريك جونسون على موقع رابطة لاعبي الغولف المحترفين (الإنجليزية)